# JR貨物U47A形コンテナ
U47A形コンテナ（U47Aがたコンテナ）は、日本貨物鉄道（JR貨物）輸送用として籍を編入している31 ft私有コンテナ（有蓋コンテナ）である。
形式の数字部位「47」は、コンテナの容積を元に決定される。このコンテナ容積47 m3の算出は、厳密には端数四捨五入計算のために、46.5 m3 - 47.4 m3の間に属するコンテナが対象となる。
また形式末尾のアルファベット一桁部位「A」は、コンテナの使用用途（主たる目的）が「普通品の輸送」を表す記号として付与されている。
1988年（昭和63年）に東急車輛製造にて日本通運所有の最初の1個目が製造され、その後約400個が製作された。複数の所有者、製造ロットにまたがるため形態は様々である。

## 番台毎の概要

### 38000番台

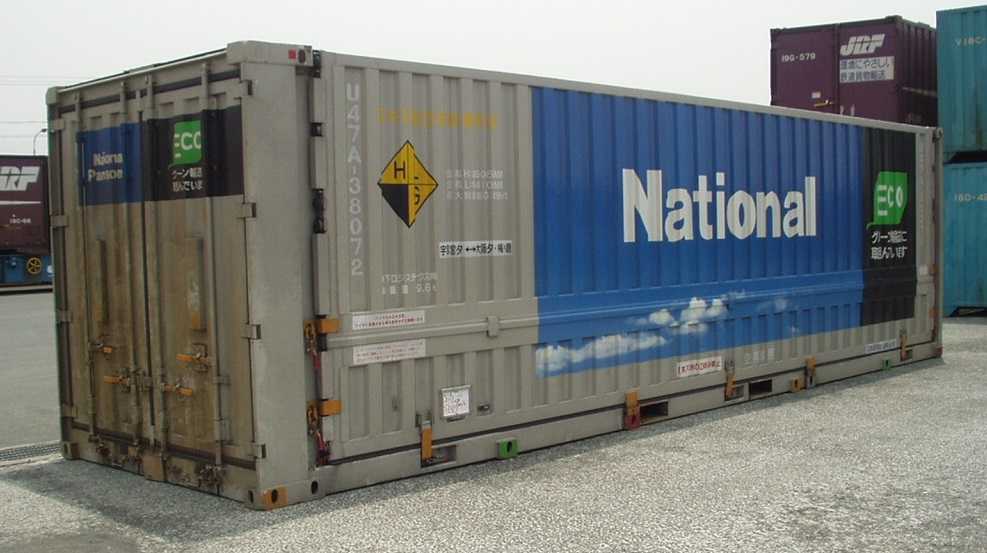
U47A-38072 松下ロジスティクス所有。 パナソニック借受。

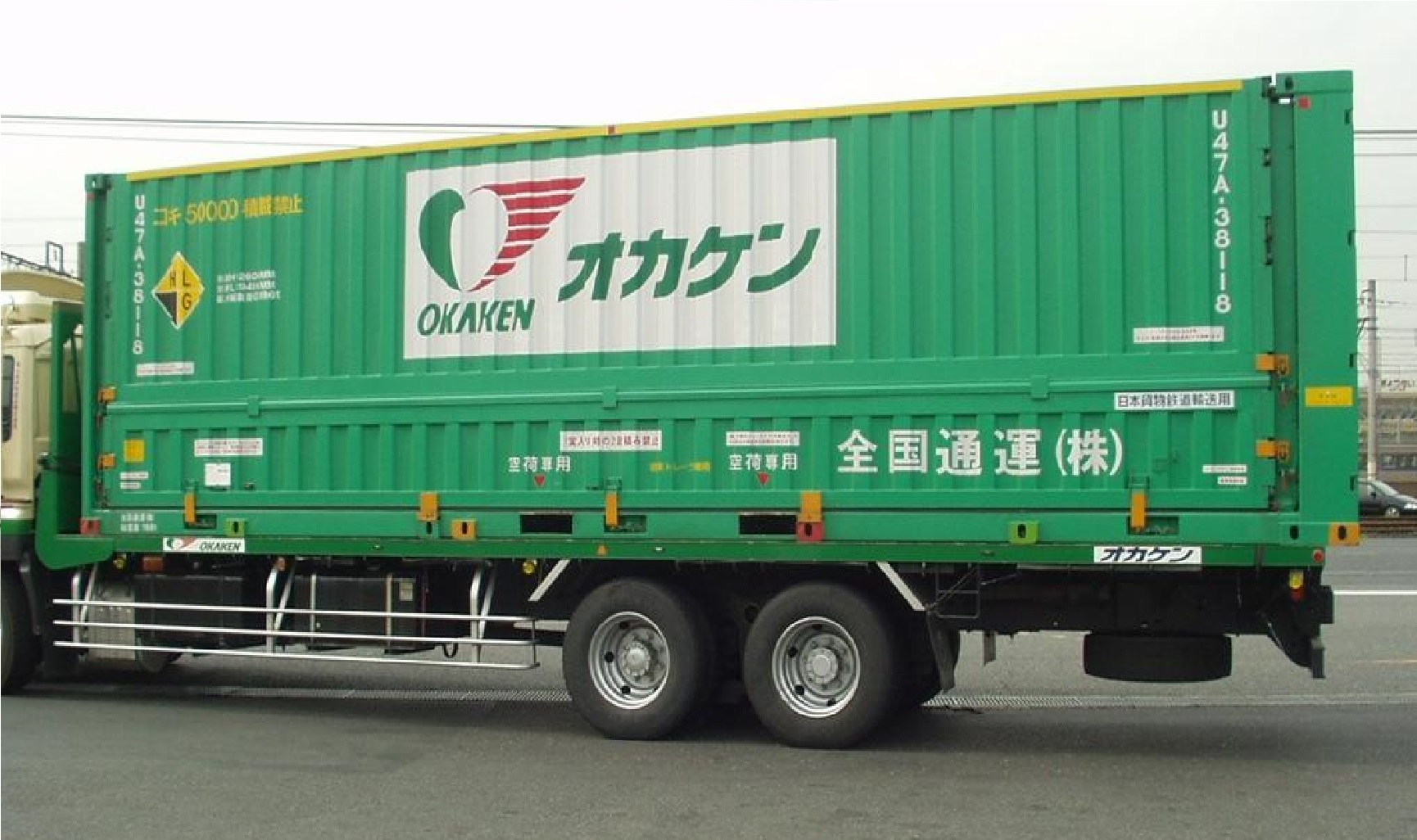
U47A-38118 全国通運所有。 オカケン借受。

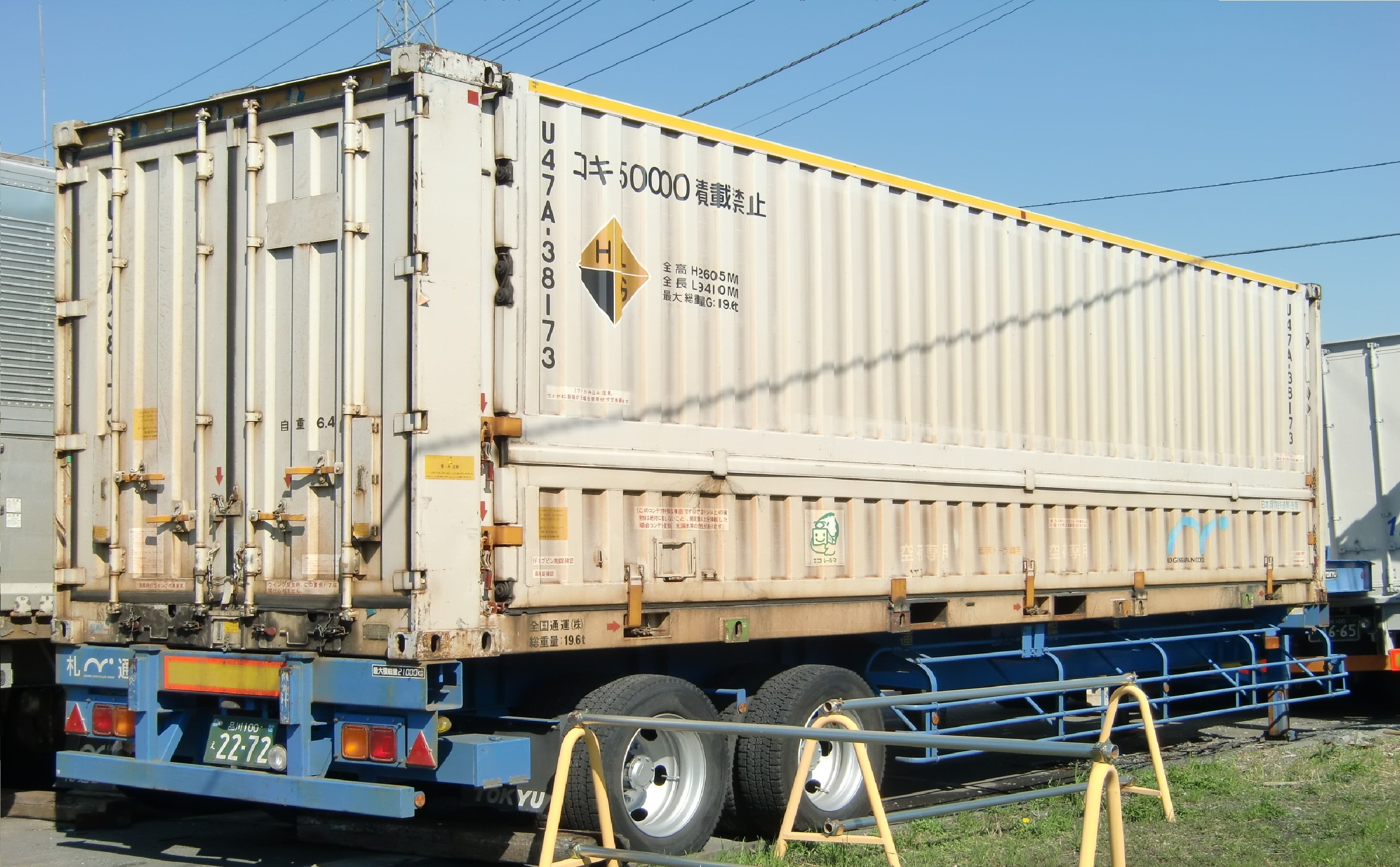
U47A-38173 全国通運所有。 リース終了後の姿。

38001
（所有者不明）
38002 - 38071（70個）
日本通運所有。日通商事製作。片妻側一方開き、両側フルウイング仕様。規格外・ハローマーク（ 全高2,605 mm = H 表記、全長9,410 mm = L 表記、最大総重量19.6 t = G ）表記あり。
※「ECO LINER 31」表記。38002～38021は後に形式表記が横書きになった。
38072 - 38075（4個）
松下ロジスティクス所有。パナソニック借受。
- U47A-38072 松下ロジスティクス所有。
パナソニック借受。

38076 - 38115（40個）
日本通運所有。日通商事製作。片妻側一方開き、両側フルウイング仕様。規格外・ハローマーク（ 全高2,605 mm = H 表記、全長9,410 mm = L 表記、最大総重量19.6 t = G ）表記あり。
※「ECO LINER 31」表記。

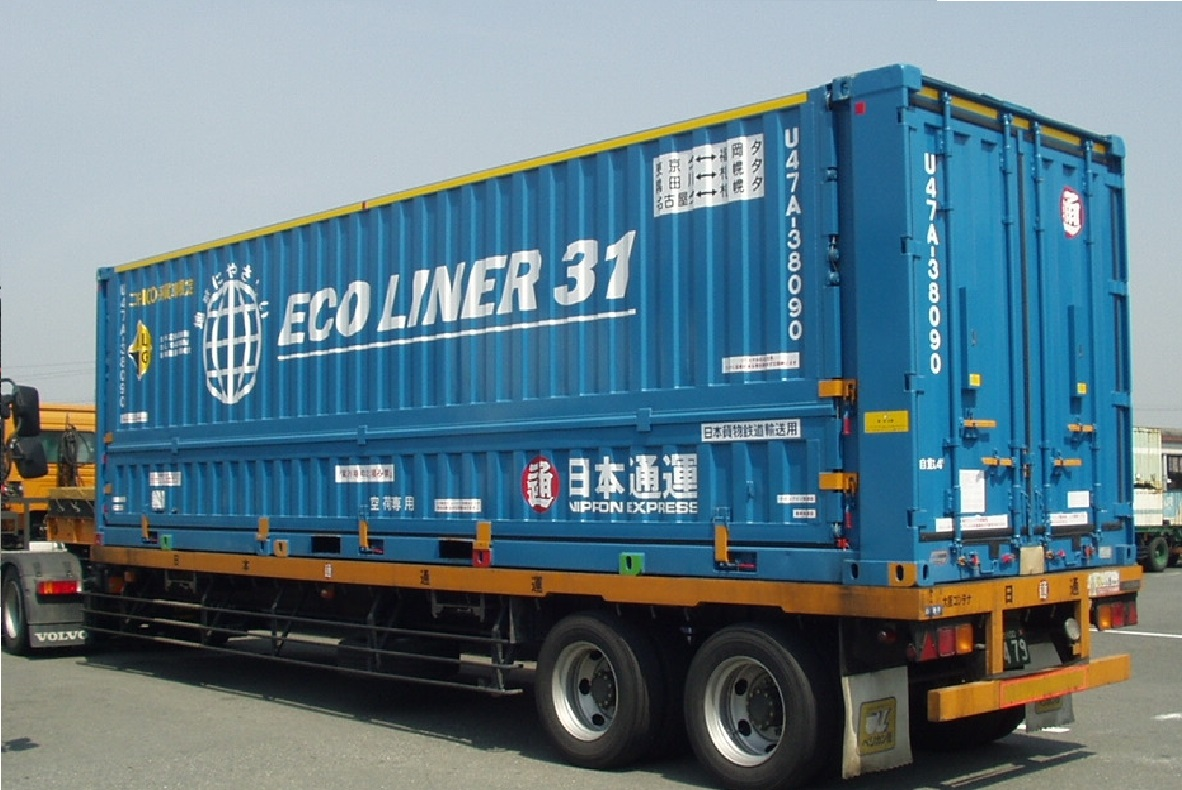
U47A-38090 日本通運所有。
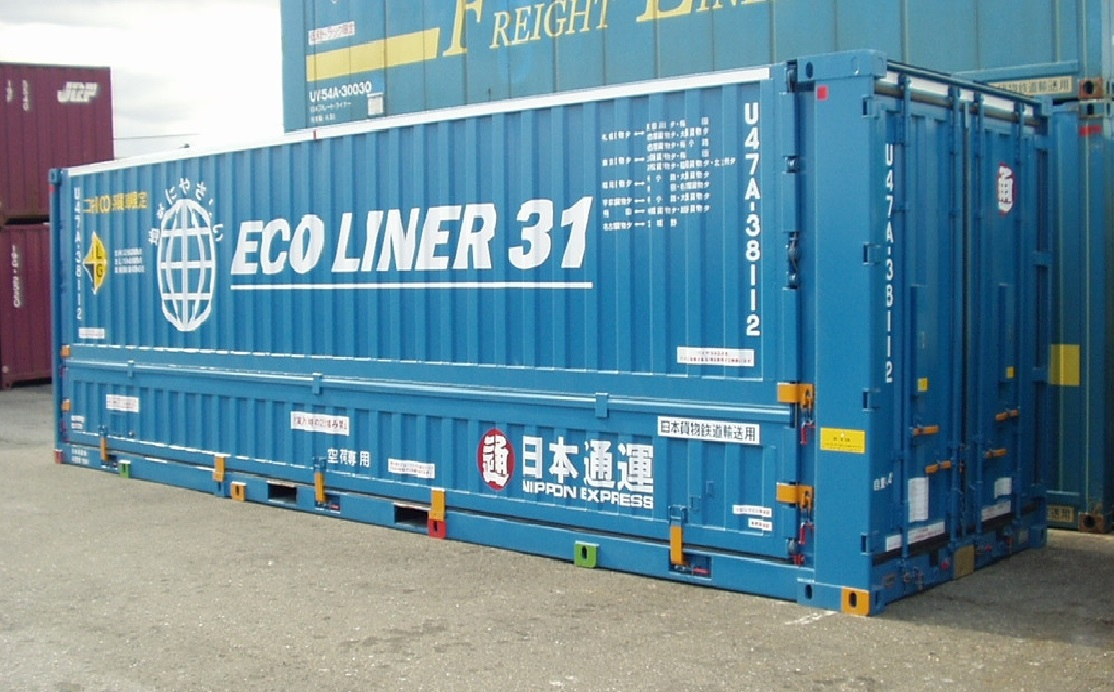
U47A-38112 日本通運所有。

38116（1個）
日本通運熊谷エンジニアリングセンター所有。
38117 · 38118（2個）
全国通運所有。オカケン借受。
- U47A-38118 全国通運所有。
オカケン借受。

38119 - 38121（3個）
全国通運所有。合通借受。

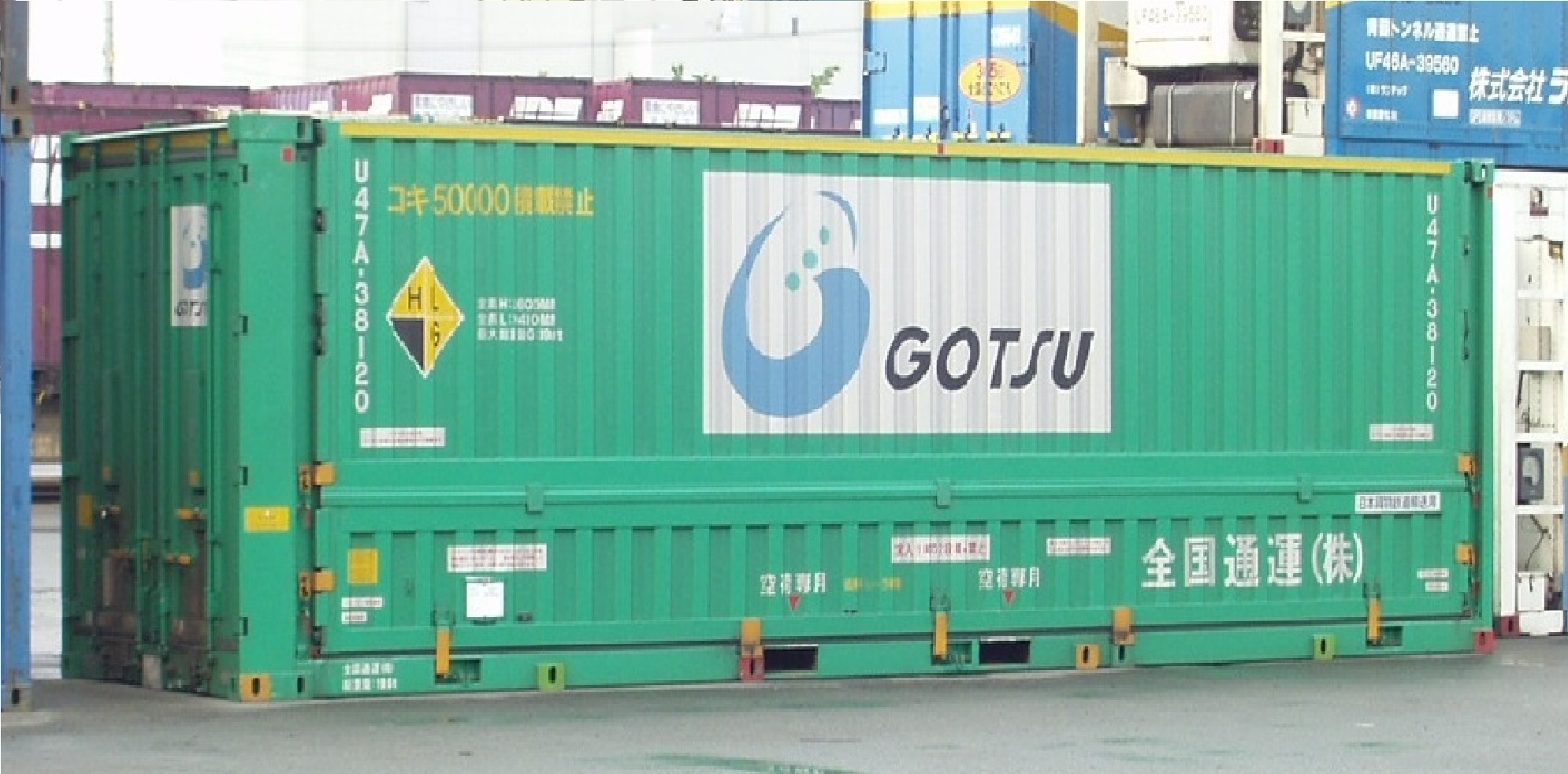
U47A-38120 全国通運所有。 大阪合同通運借受。

38122（1個）
日本通運所有。日通商事製作。片妻側一方開き、両側フルウイング仕様。規格外・ハローマーク（ 全高2,605 mm = H 表記、全長9,410 mm = L 表記、最大総重量19.6 t = G ）表記あり。
※「ECO LINER 31」表記。
38123 - 38125（3個）
全国通運所有。
38126 - 38128（3個）
全国通運所有。ヤマト運輸借受。
38129 - 38131（3個）
全国通運所有。（元、カイリク借受。）
38132・38133（2個）
全国通運所有。
38134 - 38136（3個）
全国通運所有。（元、仙台運送借受。）
38137（1個）
西久大運輸倉庫所有。

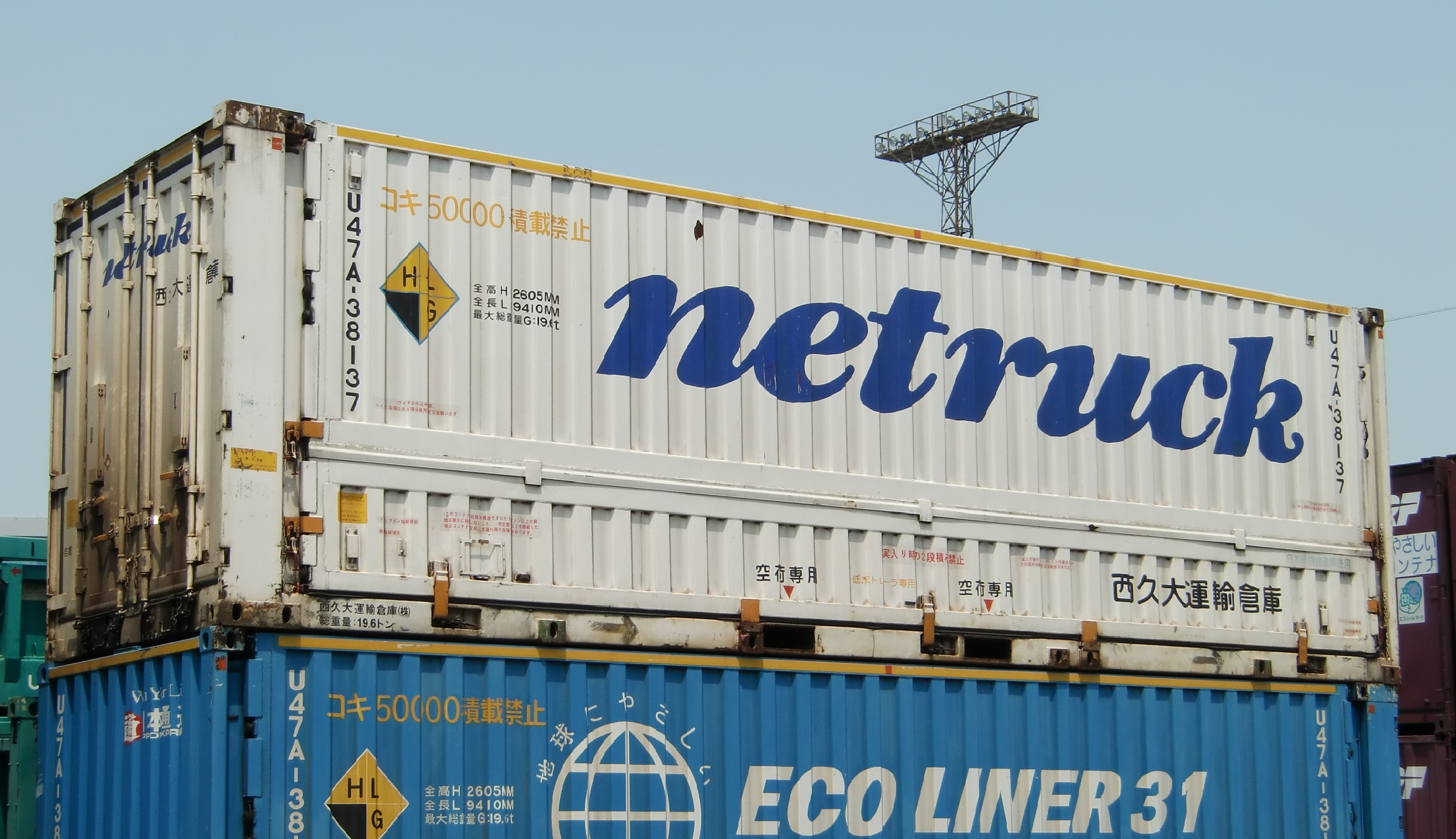
U47A-38137 西久大運輸倉庫所有。

38138 - 38140(3個)
日本通運所有。日通商事製作｡片妻側一方開きウイング側面二枚折り仕様｡規格外全高2605mm•全長9410mm•最大総重量19.6t｡荷崩れ防止ジャッキ付きのエコライナー。ECOLINER31+J表記入り。
38141 - 38171（31個）
日本通運所有。日通商事製作。片妻側一方開き、両側フルウイング仕様。規格外・ハローマーク（ 全高2,605 mm = H 表記、全長9,410 mm = L 表記、最大総重量19.6 t = G ）表記あり。
※ 38170 = 日本通運所有。マルゼン借受。
※; 38171 = 日本通運所有。富士フイルム・富士ゼロックス（現:富士フイルムビジネスイノベーション）借受。
※「ECO LINER 31」表記。
38172 - 38177（6個）
全国通運所有。ロジネットジャパン・富士フイルム・富士ゼロックス（現:富士フイルムビジネスイノベーション）借受。
- U47A-38173 全国通運所有。
リース終了後の姿。

38178・38179（2個）
全国通運所有。鹿児島通運借受。
38180 - 38195（16個）
日本石油輸送所有。ヤマト運輸借受。

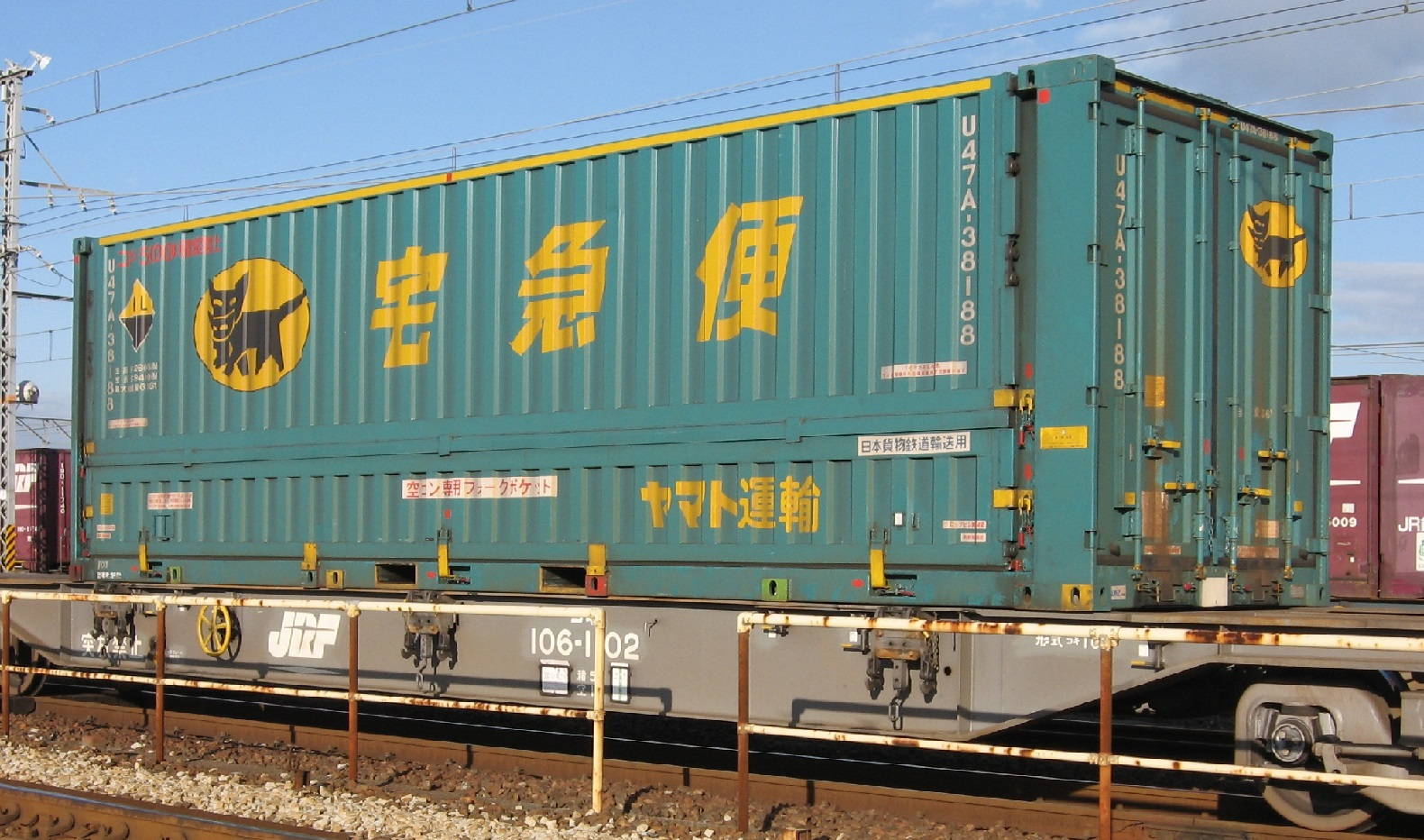
U47A-38188 日本石油輸送所有。 ヤマト運輸借受。

38196 - 38215（20個）
日本通運所有。日通商事製作。片妻側一方開き、両側フルウイング仕様。規格外・ハローマーク（ 全高2,605 mm = H 表記、全長9,410 mm = L 表記、最大総重量19.6 t = G ）表記あり。
※「ECO LINER 31」表記。
38216 - 38220（5個）
札幌通運所有。
38221 - 38235（5個）
日本石油輸送所有。ヤマト運輸借受。
38236 - 38285（50個）
日本通運所有。日通商事製作。片妻側一方開き、両側フルウイング仕様。規格外・ハローマーク（ 全高2,605 mm = H 表記、全長9,410 mm = L 表記、最大総重量19.6 t = G ）表記あり。
※「ECO LINER 31」表記。
38286（1個）
合通所有。東武運輸・日本電線工業会借受。
38287（1個）
日通商事所有。合通・東武運輸・日本電線工業会借受。
38288 - 38291（4個）
日本石油輸送所有。ミツカン・ヤマト運輸借受。
38292 - 38351（60個）
日本通運所有。日通商事製作。片妻側一方開き、両側フルウイング仕様。規格外・ハローマーク（ 全高2,605 mm = H 表記、全長9,410 mm = L 表記、最大総重量19.6 t = G ）表記あり。
※「ECO LINER 31」表記。
38352 - 38361（10個）
日本通運所有。日通商事製作。片妻側一方開き、両側フルウイング仕様。規格外・ハローマーク（ 全高2,605 mm = H 表記、全長9,410 mm = L 表記、最大総重量19.6 t = G ）表記あり。
※遮熱塗料使用のために、外観は全て白色になっている。
※「ECO LINER 31」表記。
38362 - 38391（30個）
日本通運所有。日通商事製作。片妻側一方開き、両側フルウイング仕様。規格外・ハローマーク（ 全高2,605 mm = H 表記、全長9,410 mm = L 表記、最大総重量19.6 t = G ）表記あり。
※「ECO LINER 31」表記。
38392 - 38411（20個）
日本通運所有。日通商事製作。片妻側一方開き、両側フルウイング仕様。規格外・ハローマーク（ 全高2,605 mm = H 表記、全長9,410 mm = L 表記、最大総重量19.6 t = G ）表記あり。
※遮熱塗料使用のために、外観は全て白色になっている。
※「ECO LINER 31」表記。

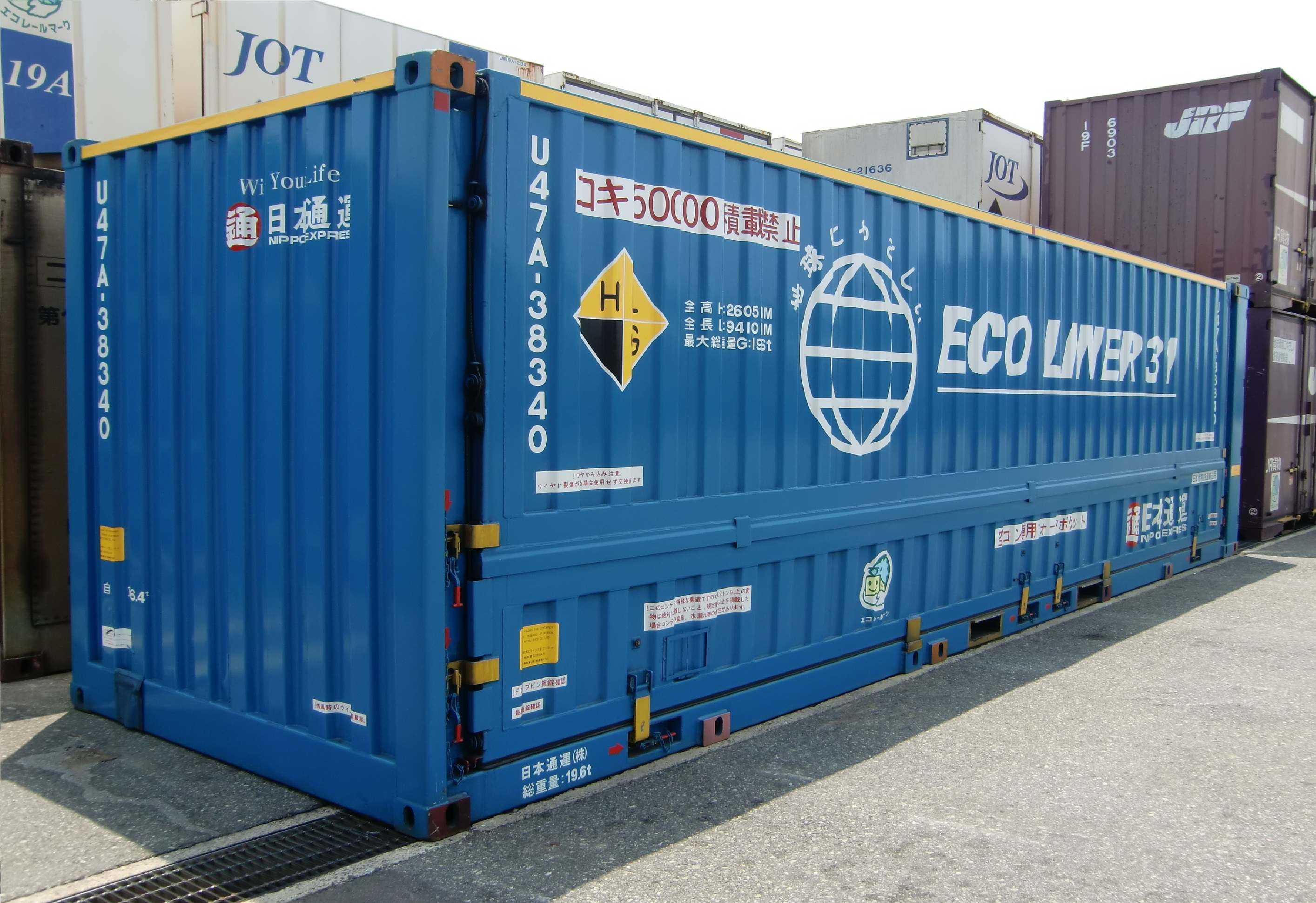
U47A-38340 日本通運所有。
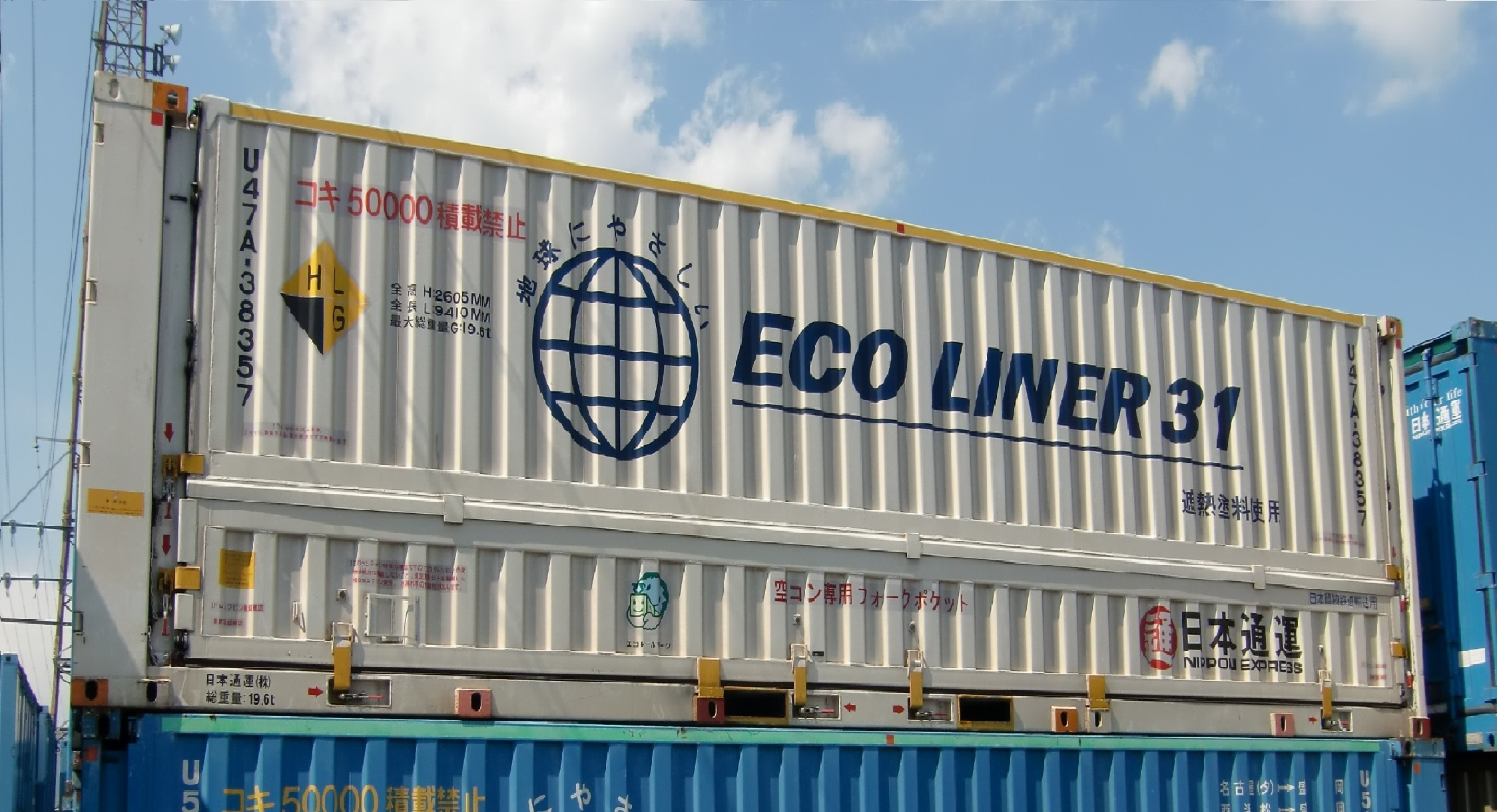
U47A-38357 日本通運所有。

38412
総合車両製作所所有。パノラマボックス仕様（試作コンテナ）。

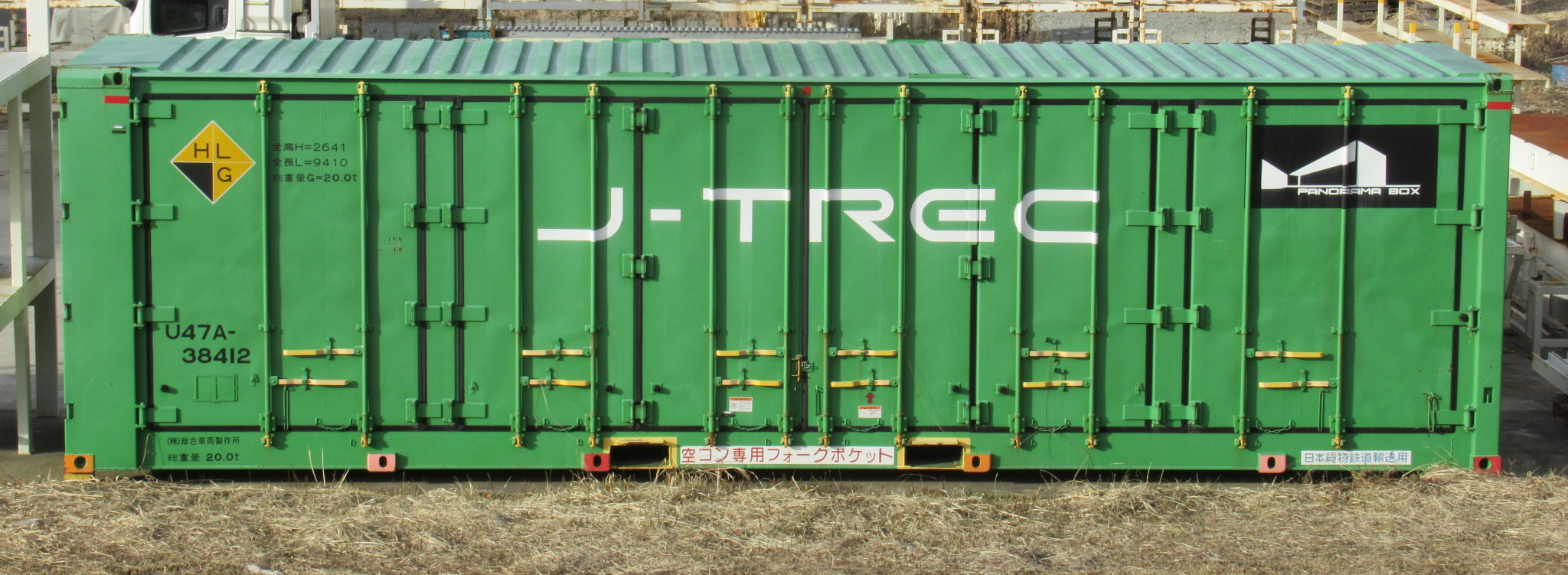
U47A-38412 総合車両製作所所有。